# Cantón de Saint-Pardoux-la-Rivière
El cantón de Saint-Pardoux-la-Rivière era una división administrativa francesa, que estaba situada en el departamento de Dordoña y la región de Aquitania.

## Composición
El cantón estaba formado por siete comunas:
- Champs-Romain
- Firbeix
- Mialet
- Milhac-de-Nontron
- Saint-Front-la-Rivière
- Saint-Pardoux-la-Rivière
- Saint-Saud-Lacoussière

## Supresión del cantón de Saint-Pardoux-la-Rivière
En aplicación del Decreto nº 2014-218 de 21 de febrero de 2014, el cantón de Saint-Pardoux-la-Rivière fue suprimido el 22 de marzo de 2015 y sus 7 comunas pasaron a formar parte; cinco del nuevo cantón de Périgord Verde de Nontron y dos del nuevo cantón de Thiviers.